# Formosa do Oeste
Formosa do Oeste ist ein brasilianisches Munizip im Westen des Bundesstaats Paraná. Es hat 7.635 Einwohner (2022), die sich Formosenser-do-Oeste nennen. Seine Fläche beträgt 276 km². Es liegt 427 Meter über dem Meeresspiegel.

## Etymologie
Der Ort wurde bis 1961 nach dem Fluss, an dem er liegt, Gleba Rio Verde genannt. 
Bei der Erhebung zum Distrikt wurde es mit dem Namen Formosa bezeichnet. Dieser geht auf einen Ausspruch von Nilza Pepino, der Ehefrau von Ênio Pepino, bei einem ihrer Besuche der Gleba zurück, mit dem sie die Schönheit der Wälder und die Fruchtbarkeit des Landes bewunderte. Nilza Pepino starb in den 1980er Jahren bei einem Flugzeugabsturz in Maringá.
Erst 1977 wurde der Name zur Unterscheidung von anderen Orten mit dem Namen Formosa um den Zusatz do Oeste ergänzt.

## Geschichte

### Besiedlung
Formosa do Oeste wurde von der Landentwicklungsgesellschaft SINOP - Sociedade Imobiliária Noroeste do Paraná Ltda. gegründet. Das Land wurde vermessen, es wurde eine Landebahn für Flugzeuge angelegt, die Straßen wurden planiert, es entstand ein Hotel, und binnen Kurzem war der dichte Urwald gerodet. Am 3. März 1960 feierte Pater Sebaldo Brukel die erste Messe in Formosa do Oeste. Die ersten Siedler kamen aus Minas Gerais, São Paulo und dem Nordosten Brasiliens.
Formosa do Oeste entstand am Reißbrett nach dem Modell, das Ênio Pepino als Chef der SINOP wählte, als er die Kriterien für die Bildung von Siedlungskernen im Piquiri-Tal festlegte. Hier finden sich die besten Böden Brasiliens, deren Fruchtbarkeit mit derjenigen der Ukraine vergleichbar ist. Die Aufteilung in Minifundien stellt die am besten geeignete wirtschaftliche und soziale Form des Eigentums dar. Dort gibt es keinen Raum für große Spannungen. Mit der Entwicklung der Verkehrsmittel, des Gesundheitswesens und vor allem der Schulbildung wird die Landbevölkerung in die Lage versetzt, die Techniken zur Nutzung des Bodens und zur Vermarktung ihrer Produkte besser zu beherrschen. Zudem wird die Bildung von Genossenschaften zur dauerhaften Erhöhung der Produktivität gefördert.

### Erhebung zum Munizip
Formosa do Oeste wurde durch das Staatsgesetz Nr. 4382 vom 10. Juni 1961 aus Cascavel ausgegliedert und unter dem Namen Formosa in den Rang eines Munizips erhoben. Es wurde am 8. Dezember 1961 als Munizip installiert.

## Geografie

### Fläche und Lage
Formosa do Oeste liegt auf dem Terceiro Planalto Paranaense (der Dritten oder Guarapuava-Hochebene von Paraná). Seine Fläche beträgt 276 km². Es liegt auf einer Höhe von 427 Metern.

### Vegetation
Das Biom von Formosa do Oeste ist Mata Atlântica.

### Klima
Das Klima ist gemäßigt warm. Es werden hohe Niederschlagsmengen verzeichnet (1834 mm pro Jahr). Im Jahresdurchschnitt liegt die Temperatur bei 22,1 °C. Die Klimaklassifikation nach Köppen und Geiger lautet Cfa.

### Gewässer
Formosa do Oeste liegt im Einzugsgebiet des Rio Piquiri. Dieser begrenzt zusammen mit seinem linken Nebenfluss Ribeirão Hong Kong das Munizip im Osten und im Norden. Auf der westlichen Grenze fließt der Rio Verde dem Piquiri von links zu. Der Rio dos Padres durchquert das Munizip vom Süden bis zu seiner Mündung in den Piquiri im Norden. 

### Straßen
Formosa do Oeste liegt an der PR-317 von Assis Chateaubriand im Westen nach Goioerê im Osten. Über die PR-681 kommt man im Norden nach Alto Piquiri und Umuarama. 

### Nachbarmunizipien
| Alto Piquiri                     |                                             | Mariluz           |
|                                  | Kompassrose, die auf Nachbargemeinden zeigt | Quarto Centenário |
| Jesuítas und Assis Chateaubriand | Iracema do Oeste und Nova Aurora            |                   |

## Stadtverwaltung
Bürgermeister: Luiz Antonio Domingos de Aguiar, PL (2021–2024)
Vizebürgermeister: Orivaldo Municelli, PSB (2021–2024)

## Demografie

### Bevölkerungsentwicklung
| Jahr | Einwohner | Stadt | Land |
| ---- | --------- | ----- | ---- |
| 1970 | 44.278    | 9 %   | 91 % |
| 1980 | 36.002    | 28 %  | 72 % |
| 1991 | 15.196    | 48 %  | 52 % |
| 2000 | 8.755     | 57 %  | 43 % |
| 2010 | 7.541     | 66 %  | 34 % |
| 2022 | 7.635     |       |      |

Quelle: IBGE, bis 2010: Volkszählungen und Volkszählung 2022

### Ethnische Zusammensetzung
| Gruppe * | 1991    | 2000    | 2010    | wer sich als …                                                                   |
| --- | ------- | ------- | ------- | -------------------------------------------------------------------------------- |
| Weiße | 80,2 %  | 76,2 %  | 73,3 %  | weiß bezeichnet                                                                  |
| Schwarze | 2,3 %   | 1,2 %   | 3,8 %   | schwarz bezeichnet                                                               |
| Gelbe | 1,3 %   | 0,8 %   | 1,3 %   | von fernöstlicher Herkunft wie japanisch, chinesisch, koreanisch etc. bezeichnet |
| Braune | 16,2 %  | 21,3 %  | 21,6 %  | braun oder als Mischung aus mehreren Gruppen bezeichnet                          |
| Indigene | 0,0 %   | 0,4 %   | 0,1 %   | Ureinwohner oder Indio bezeichnet                                                |
| ohne Angabe | 0,0 %   | 0,1 %   | 0,0 %   |                                                                                  |
| Gesamt | 100,0 % | 100,0 % | 100,0 % |                                                                                  |
| *) Das IBGE verwendet für Volkszählungen ausschließlich diese fünf Gruppen. Es verzichtet bewusst auf Erläuterungen. Die Zugehörigkeit wird vom Einwohner selbst festgelegt. |         |         |         |                                                                                  |

Quelle: IBGE (Stand: 1991, 2000 und 2010)